# Michele Placido
Pour les articles homonymes, voir Placido (homonymie).
Michele Placido, né le 19 mai 1946 à Ascoli Satriano, dans la province de Foggia dans les Pouilles (Italie), est un acteur, réalisateur et scénaristes italien. Il est connu pour avoir tenu le rôle principal dans la série La Mafia.

## Biographie
Après des études supérieures à Foggia, Michele Placido déménage à Rome et entre dans la police. Il participe comme policier à la bataille de Valle Giulia. Après avoir entrepris des études de théâtre auprès de l'Académie nationale d'art dramatique italienne, il abandonne l'uniforme et commence au théâtre en 1970 avec le réalisateur Luca Ronconi, dans la transposition pour la scène de l'Orlando furioso de l'Arioste. Il participe à la télévision à Il Picciotto (1973), et entre en 1974 dans le monde du cinéma, jouant aux côtés d'Ugo Tognazzi et d'Ornella Muti dans Romanzo popolare de Mario Monicelli.
De nombreux rôles à la télévision et au cinéma s'ensuivent. Il reçoit l'Ours d'argent à la Berlinale 1979, pour le rôle d'un homosexuel dans Ernesto de Salvatore Samperi. Il tient le rôle du juge Giovanni Falcone dans un téléfilm, puis en 2008 celui de Bernardo Provenzano, le parrain de la mafia (le dernier parrain).
En 1990, il présente au Festival de Cannes son premier film en tant que réalisateur, Pummarò (it), sur le problème de l'exploitation du travail des étrangers dans l'Union européenne. Il réalise en tout une douzaine de films.

### Famille
Né dans une famille pauvre, Michele Placido est le descendant du brigand Carmine Crocco. Il est le frère des acteurs Donato Placido et Gerardo Amato (it).
Il a cinq enfants. Avec son ex-femme Simonetta Stefanelli, l'actrice qui a interprété la femme de Michael Corleone dans Le Parrain, dont il a divorcé en 1994, il a eu une fille, Violante Placido (1976), actrice et chanteuse, et deux fils, Michelangelo Placido (1990) et Brenno Placido (it) (1991), acteur lui aussi. En 1988, il a eu un fils, Inigo, d'une relation extraconjugale avec Virginie Alexandre. Avec son épouse actuelle, Federica Vincenti, il a un fils, Gabriele (2006).

## Filmographie

### Comme réalisateur
- 1990 : Pummarò (it)

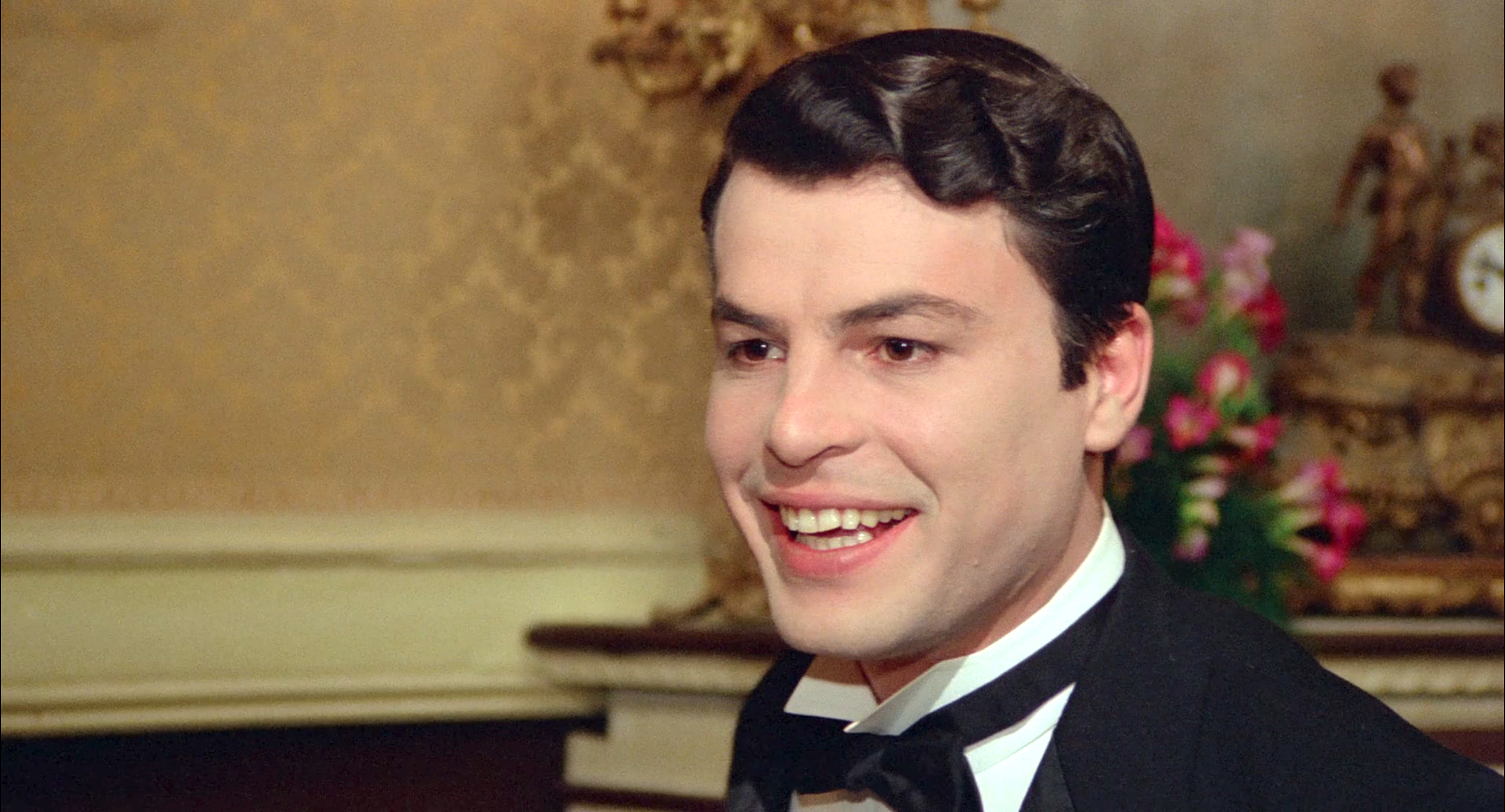
Michele Placido dans Divine Créature en 1975.

- 1992 : Les Amies de cœur (Le amiche del cuore)
- 1995 : Un héros ordinaire (Un eroe borghese)
- 1998 : Del perduto amore (it)
- 2001 : Un altro mondo è possibile
- 2002 : Un viaggio chiamato amore
- 2004 : Ovunque sei (it)
- 2005 : Romanzo criminale
- 2009 : Le Rêve italien (Il grande sogno)
- 2010 : L'Ange du mal (Vallanzasca - Gli angeli del male)
- 2012 : Le Guetteur
- 2014 : Prima di andar via
- 2015 : La scelta (it)
- 2016 : 7 minuti
- 2021 : L'Ombre du Caravage (L'ombra di Caravaggio)

### Comme scénariste
- 1990 : Pummarò
- 1992 : Les Amies de cœur (Le amiche del cuore)
- 1998 : Del perduto amore
- 1998 : La missione (TV)
- 2002 : Un viaggio chiamato amore
- 2005 : Romanzo criminale

## Récompenses et distinctions

### Distinctions
- Commandeur de l'Ordre du Mérite de la République italienne, sur proposition de la présidence du Conseil des ministres, 1992
- Grand officier de l'Ordre du Mérite de la République italienne, de l'initiative du Président de la République, 2005

### Récompenses
- Mostra de Venise
  - 1998 – Prix de la fédération italienne des ciné-clubs pour Del perduto amore (it)
- Berlinale
  - 1979 – Ours d'argent du meilleur acteur pour Ernesto
- Ruban d'argent
  - 1976 – Ruban d'argent du meilleur acteur pour La Marche triomphale
  - 1985 – Ruban d'argent du meilleur acteur pour Pizza Connection
  - 2006 – Ruban d'argent du réalisateur du meilleur film pour Romanzo criminale
  - 2007 – Ruban d'argent spécial à la personnalité de l'année pour Arrivederci amore, ciao, L'Inconnue, Le Caïman, Le rose del deserto et Commediasexi
  - 2017 – Prix spécial pour 7 minuti
- David di Donatello
  - 1976 – Targa d'oro pour l'interpretation dans La Marche triomphale
  - 1995 – David speciale pour Un héros ordinaire
  - 2006 – David di Donatello du meilleur scénario pour Romanzo criminale (partagé avec Sandro Petraglia, Stefano Rulli et Giancarlo De Cataldo)
  - 2006 – David Giovani pour Romanzo criminale
- Globe d'or
  - 1975 – Meilleur acteur débutant pour Romances et Confidences
  - 1985 – Meilleur acteur pour Pizza Connection
  - 2012 – Globe d'or pour la carrière
- Prix Bambi
  - 1989 – Meilleure série télévisée internationale pour La piovra
- Festival du film de Cabourg
  - 2006 – Swann d'or du meilleur réalisateur pour Romanzo criminale
- Festival international du film de Moscou
  - 2017 – Prix Stanislavski
- Festival du film de Taormine
  - 1989 – Prix Cariddi à la carrière